# Forsviden
Forsviden este o arie protejată (arie specială de conservare — SAC, sit de importanță comunitară — SCI) din Suedia întinsă pe o suprafață de 198 ha, integral pe uscat.

## Localizare
Centrul sitului Forsviden este situat la coordonatele 57°46′03″N 18°41′47″E / 57.7675°N 18.6964°E.

## Înființare
Situl Forsviden a fost declarat sit de importanță comunitară în aprilie 2004 pentru a proteja un număr necunoscut de specii din flora spontană și fauna sălbatică aflate în arealul zonei. Situl a fost protejat și ca arie specială de conservare în martie 2011.

## Biodiversitate
Situată în ecoregiunea boreală, aria protejată conține 7 habitate naturale: Pajiști cu Molinia pe soluri calcaroase, turboase sau argilos-nămoloase (Molinion caeruleae), Mlaștini calcaroase cu Cladium mariscus și specii de Caricion davallianae, Pășuni din zone de pădure fino-scandinave, Alvar nordic și șisturi calcaroase precambriene, Taiga vestică, Mlaștini alcaline, Pajiști carstice calcaroase sau bazofile, de Alysso-Sedion albi.
La baza desemnării sitului se află un număr nedeclarat de specii protejate.